# Oberlenghart
Oberlenghart ist ein Ortsteil der Gemeinde von Bruckberg (Niederbayern) im niederbayerischen Landkreis Landshut. 

## Geographie
Der Weiler liegt rund viereinhalb Kilometer nordöstlich des Hauptorts und eineinhalb Kilometer nördlich von Gündlkofen. Der Ort besteht aus drei Bauernhöfen und einer Kapelle, die nicht in der Denkmalliste eingetragen ist.